# Jardin des plantes
Jardin des plantes (česky Botanická zahrada) je veřejný park a současně botanická zahrada, která se nachází v Paříži v 5. obvodu. Zahrada byla založena v roce 1635 a její rozloha činí 23,5 ha. V zahradě se nachází malá zoologická zahrada. Zahrada je součástí Národního muzea přírodní historie. Zahrada i muzeum jsou od roku 1993 historickou památkou.

## Historie

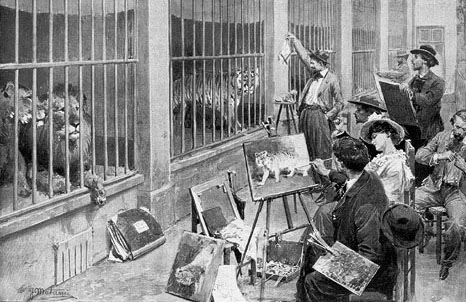
Umělci v zahradě Jardin des Plantes (1902)

V roce 1635 byla založena Královská zahrada, která byla za Francouzské revoluce přejmenována na Pařížskou botanickou zahradu a stala se veřejnou institucí.

## Zajímavosti
- Tradičně je botanická zahrada otevřena pro veřejnost od východu do západu slunce, takže její provozní hodiny nejsou stejné po celý rok.
- Kopec, na kterém se dnes nachází „Labyrint“, je umělý. Místo sloužilo ve středověku jako otevřená skládka, která byla později pokrytá zemí. Nachází se zde hrobka francouzského přírodovědce a lékaře L. J. M. Daubentona.
- Nalevo u vchodu do paláce Magny z 18. století, který slouží jako administrativní budova, se nacházejí katakomby.
- V roce 1789 kapitán Pierre Blancard z Marseille dovezl do Francie ze své výpravy do Číny chryzantémy.

## Vybavení

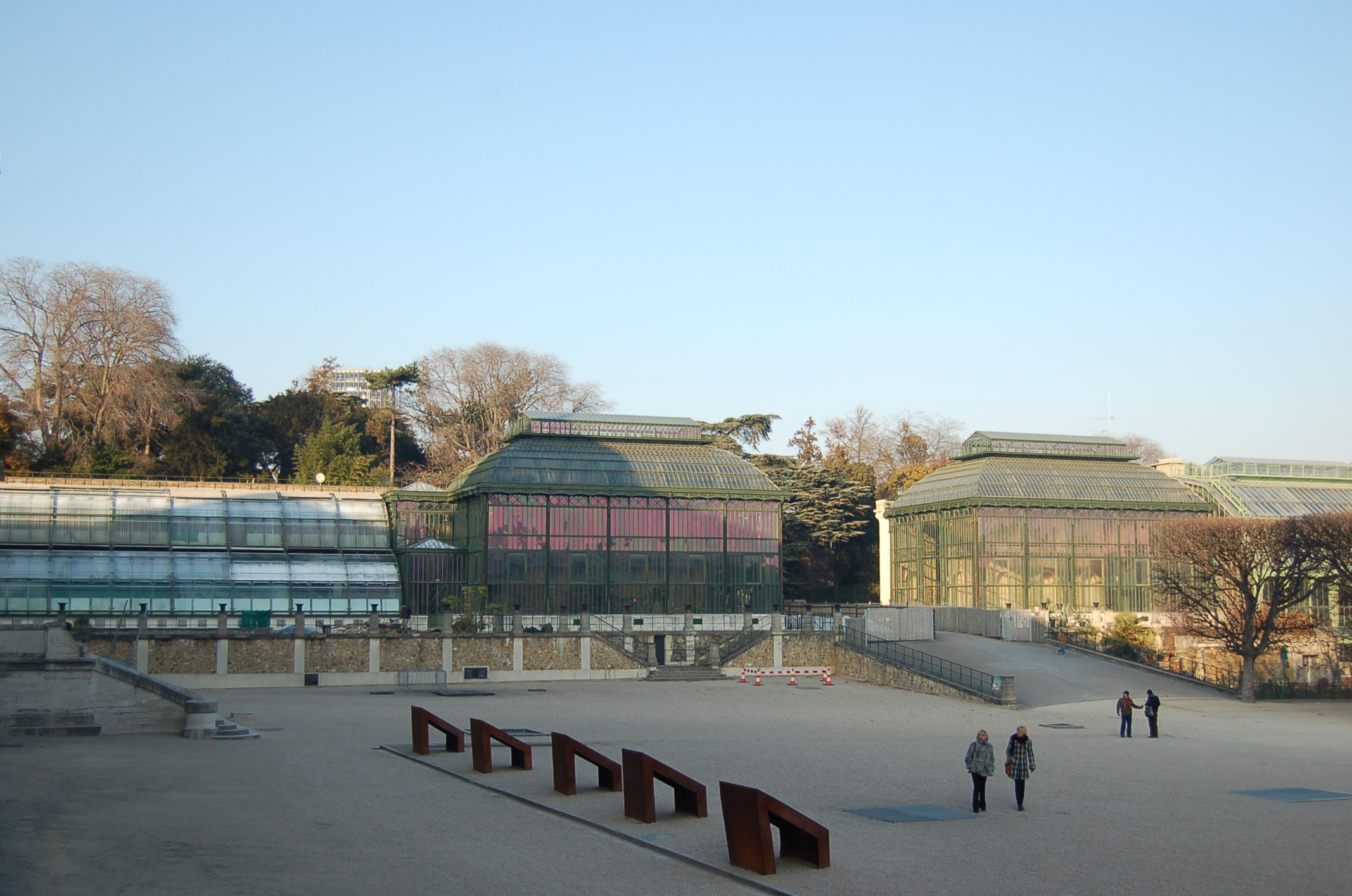
Botanické skleníky

Středem zahrady vede velká promenáda 500 m dlouhá o rozloze 3 hektary, která vede od Velké galerie evoluce (Grande galerie de l'évolution) k Place Valhubert na nábřeží Seiny. Po jejích okrajích jsou vysázeny řady platanů. Květinová sbírka v zahradě se pravidelně mění a čítá téměř tisíc rostlin. Na každém konci promenády jsou dvě malá náměstí. Esplanade Milne-Edwards, která nese jméno ředitele muzea v letech 1890–1900 se nachází proti Galerii a Esplanade Lamarck u Seiny. V Galerii se nachází sbírka několika tisíc vycpaných zvířat, hmyzu, ryb, plazů nebo savců. Proti Galerii stojí socha botanika a matematika Georges-Louise Leclerca de Buffona (1707–1788) od Jeana Carluse z roku 1908.

### Skleníky
Součástí zahrady jsou čtyři skleníky s kovovou konstrukcí. Byly znovu otevřeny v roce 2010 po šesti letech rekonstrukcí a jsou tematicky dělené:
- zimní zahrada (750 m2) s horkým a vlhkým klimatem (22 °C). Autorem skleníku ve stylu art deco je architekt René Berger (1937). Je zde potok, fíkusy, palmy, banánovníky, vinice a epifyty.
- skleník zvaný mexický je dílem Rohaulta de Fleuryho (1834–1836), je to raná stavba kovové architektury ve Francii. Obsahuje druhy charakteristické pro vyprahlé části Ameriky, jižní Afriky a Madagaskaru: kaktusy, euphorbia, agáve, avokádo, kávovník, pepřovník.
- australský a novokaledonský skleník také navrhl Rohault de Fleury.
- skleník zvaný paleobotanický představuje vývoj rostlin před 430 milióny let.

### Specializované zahrady
Růžová zahrada se nachází podél Galerie de Minéralogie a obsahuje na 170 druhů evropských růží. Zdobí ji dvě sochy L’Amour prisonnier (Uvězněná láska) od Félixe Sanzela a Venus genitrix (Venuše rodička) od Charlese Dupatyho.

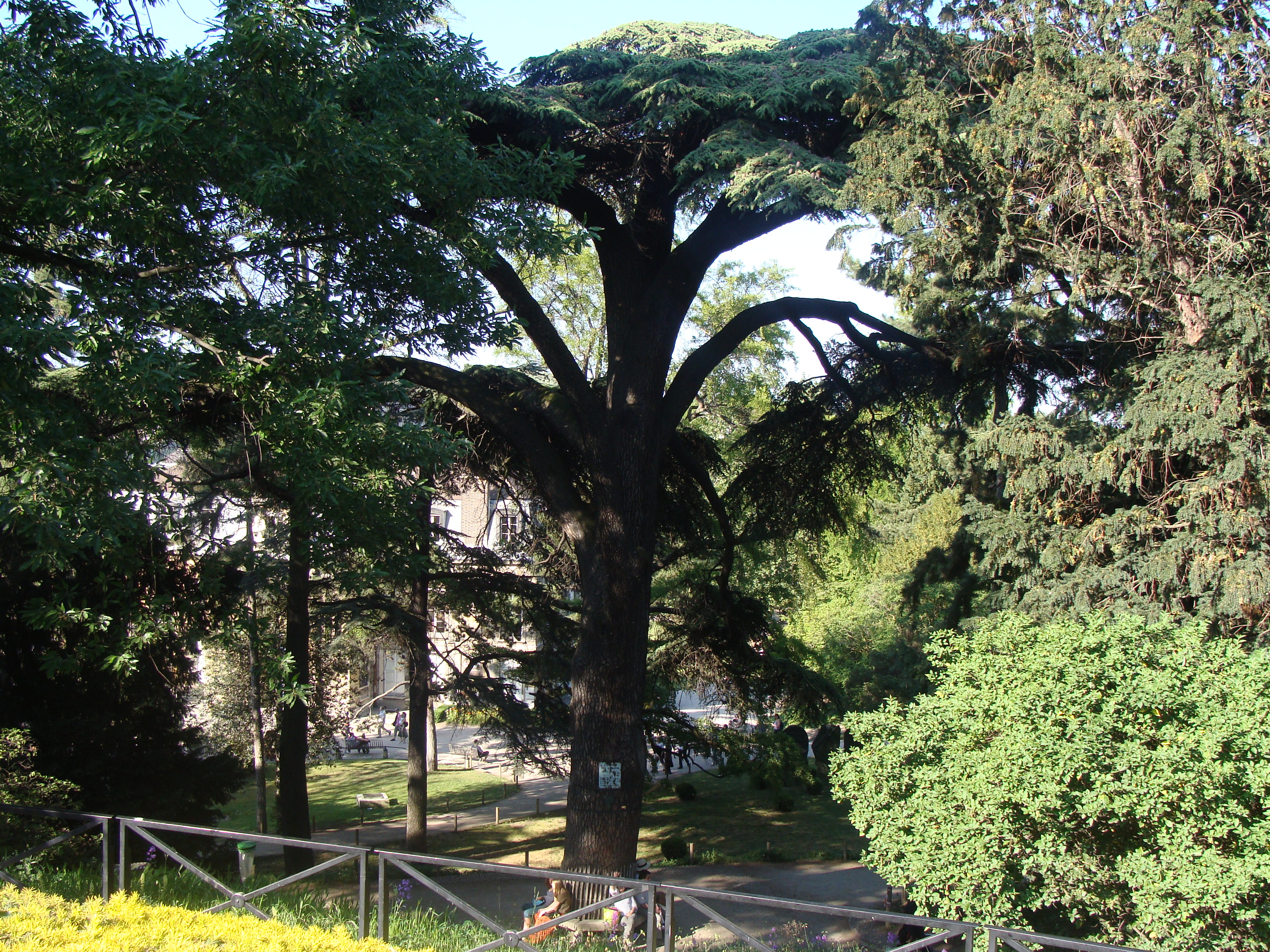
Libanonský cedr vysazený roku 1734

Škola botaniky (École de Botanique) a Ekologická zahrada (Jardin écologique) se nacházejí mezi skleníky a Seinou. Škola představuje vegetaci podle druhů a pomáhá pochopit jejich vlastnosti. Založil ji botanik André Thouin v 18. století a zahrnuje 4500 druhů rostlin. Také se zde konají několikatýdenní kurzy vedené zdejšími zahradníky.
Zahrada představuje přírodu mírného pásma a ukazuje rostliny a zvířata v jejich přirozeném vývoji.
Mezi Školou botaniky a zvěřincem se nachází Alpská zahrada (Jardin alpin) založená v roce 1931, kde jsou rostliny horských prostředí z celého světa (Himálaj, Alpy, Korsika). Obsahuje přes 2000 rostlin ve dvou zónách, které jsou spojeny podzemním podchodem. V této zahradě rostou pistácie, na kterých v 18. století botanik Sébastien Vaillant (1669–1722) prokázal pohlaví rostlin.

### Zvěřinec
Zdejší zvěřinec je druhou nejstarší zoo na světě. Byl založen v roce 1793 na podnět Bernardina de Saint-Pierre přesunutím zvířat z královského zvěřince ve Versailles a ze soukromých zvěřinců. Při obléhání města během Pařížské komuny (1871) však byla zvířata snědena Pařížany. Během své historie se zde představilo mnoho druhů zvířat, včetně první žirafy ve Francii (1826), slona, medvěda hnědého i ledního nebo tuleňů. Během 19. a počátku 20. století bylo pro zvířata postaveno mnoho výběhů, na svou dobu moderních. Nejúspěšnější z nich byla pravděpodobně velká voliéra postavená pro světovou výstavu 1889, která se doposud používá. V polovině 20. století byla zdejší ZOO zastíněna modernějšími zoologickými zahradami (ZOO Vincennes, Parc de Thoiry), pro nedostatek prostředků neprobíhaly prakticky žádné rekonstrukce. Zvířata žila v nevyhovujících zařízeních, často stísněných a trpěla. Od počátku 80. let však probíhala postupná obnova a byla založena koncepce na orientaci malých a středně velkých druhů zvířat, která jsou málo známá nebo ohrožená. Větší druhy (slony, žirafy, lvy, tygry, gorily, šimpanze, medvědy) nebylo možné udržovat ve správném stavu a v centru Paříže nebylo možné zvětšit plochu zoo, proto byla tato zvířata postupně od 70. let přesunuta do jiných zařízení.
V současnosti je zde na 1100 zvířat, savců, plazů a ptáků na 5,5 ha. Ze savců jsou zde např. kůň Převalského, orangutan, kamzík bělák, takin, malé šelmy, hlodavci, z ptáků jsou zastoupeni např. supi, sovy, stejně jako bažant a některé druhy brodivých ptáků (kolpík, ibis, jeřáb), mnoho plazů (včetně přes 100 let starých želv obrovských), obojživelníci a hmyz.